# Mahd adh-Dhahab
Mahd adh-Dhahab (arabsko مَـهـد الـذّهـب, »Zibelka (zlata)«) je majhno območje nahajališča zlato na Arabskem polotoku. Je v provinci Al-Madina v regiji Hedžas v Saudovi Arabiji.
Zlato so začeli kopati v Arabiji ok. 3000 pr. n. št. Drugo obdobje dejavnosti je bilo v obdobju islamskih Abasidov med letoma 750 in 1258 našega štetja. Zadnje dejavnosti Saudi Arabian Mining Syndicate so se začele leta 1936 z uporabo odprtih in podzemnih rudnikov v Mahd adh-Dhahabu. Generalni direktorat za mineralne vire Saudove Arabije je v 1970-ih po prekinitvi menjalnega tečaja med ameriškim dolarjem in zlatom leta 1971 in posledično dvigu vrednosti kovine izvedel nadaljnje raziskovanje zlata. Zlato rudari danes državna rudarska družba. Rudnik se bo zaprl leta 2023, saj se zdaj zaradi izčrpavanja virov koplje le zlato nizke kakovosti.

## Antika
Obstaja možnost, da je zibelka zlata omenjena v svetopisemski zgodbi o rajskem vrtu v Genezi - »In reka je pritekla iz Raja, da je napajala vrt; in od tod se je razdelila in postala štiriglava. Ime prve je Pišon: to je tisto, kar obdaja vso deželo Havilah, kjer je zlato ; in zlato te dežele je dobro: tam sta bdelium in kamen oniks.« Raziskava arheologov Jurisa Zarinsa z univerze Missouri State in Farouka El-Baza z univerze v Bostonu kaže, da je reka Pišon morda zdaj posušena rečna struga, ki je nekoč tekla 600 milj severovzhodno od območja Mahd adh-Dhahab v Hedžasu ok. 3000 pr. n. št.
Mesto je bilo identificirano tudi kot Rudnik zlata kralja Salomona. Geologi so našli ogromen zapuščen rudnik zlata. Med njihovimi najdbami so ogromne količine odpadnih kamnin, ocenjenih na milijon ton, ki so jih pustili antični rudarji in še vedno vsebujejo sledi zlata. Na tisoče kamnitih kladiv in brusov, s katerimi so pridobivali zlato iz rude, je zasuto po pobočjih rudnika. Robert W. Luce je dejal: »Naše preiskave so zdaj potrdile, da bi lahko bil stari rudnik tako bogat, kot je opisano v svetopisemskih poročilih.«